# Duke of Wellington’s Regiment

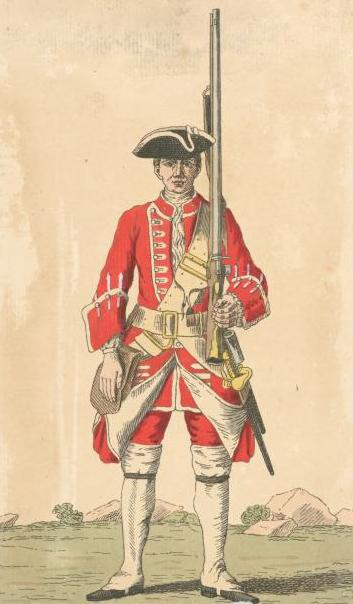
Soldat des 33rd Regiment, 1742

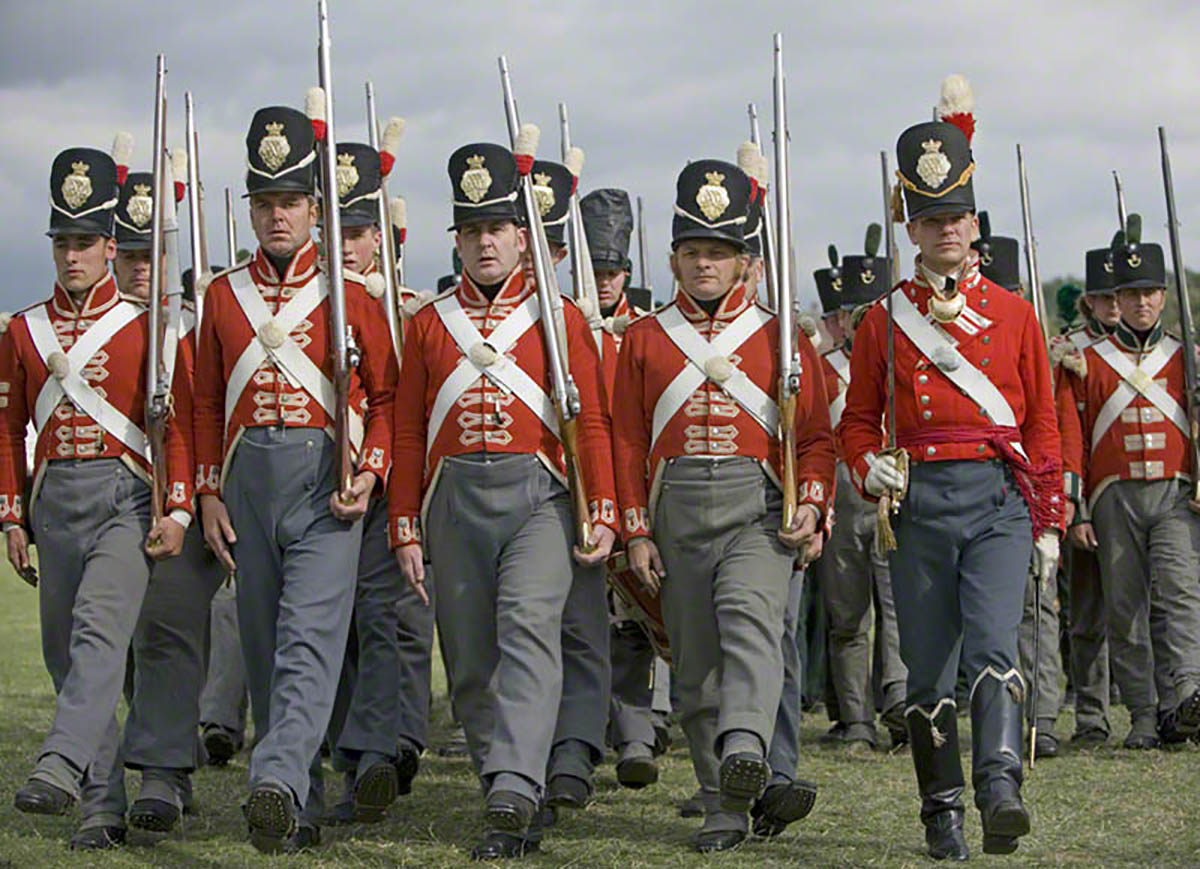
Reenactors in historischen Uniformen des 33rd Regiment aus der Zeit der Napoleonischen Kriege

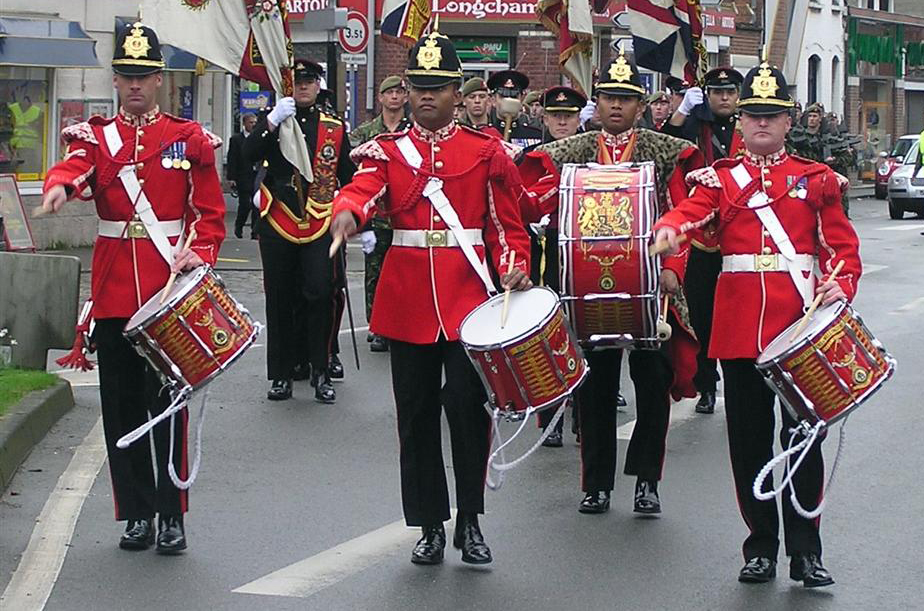
Historische Uniformen des DWR

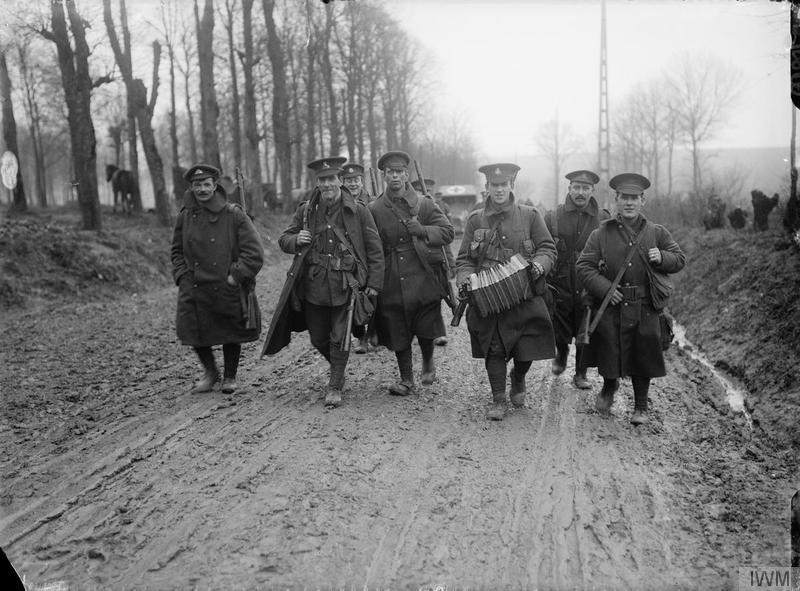
Angehörige des DWR auf dem Marsch in die Bereitstellungsräume der Schlacht an der Somme, 1916

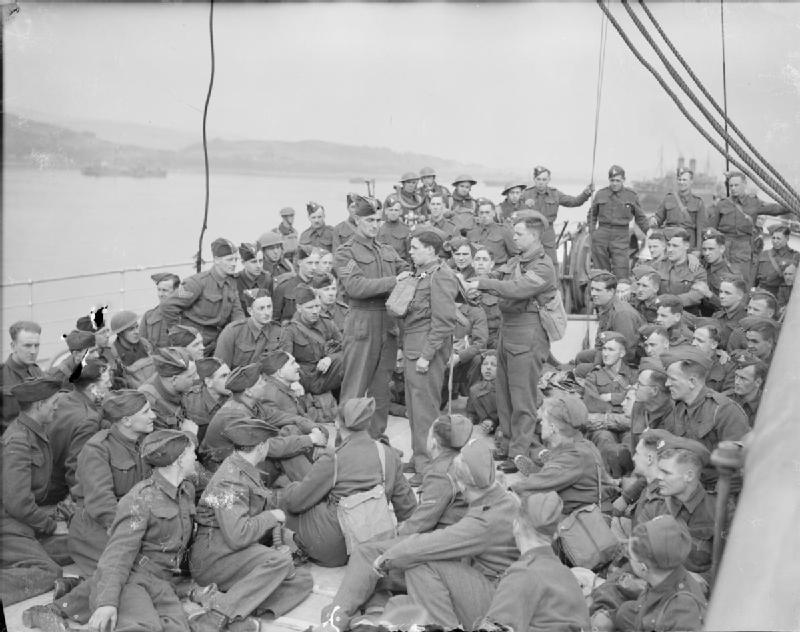
Das DWR während der Narvik-Kampagne 1940

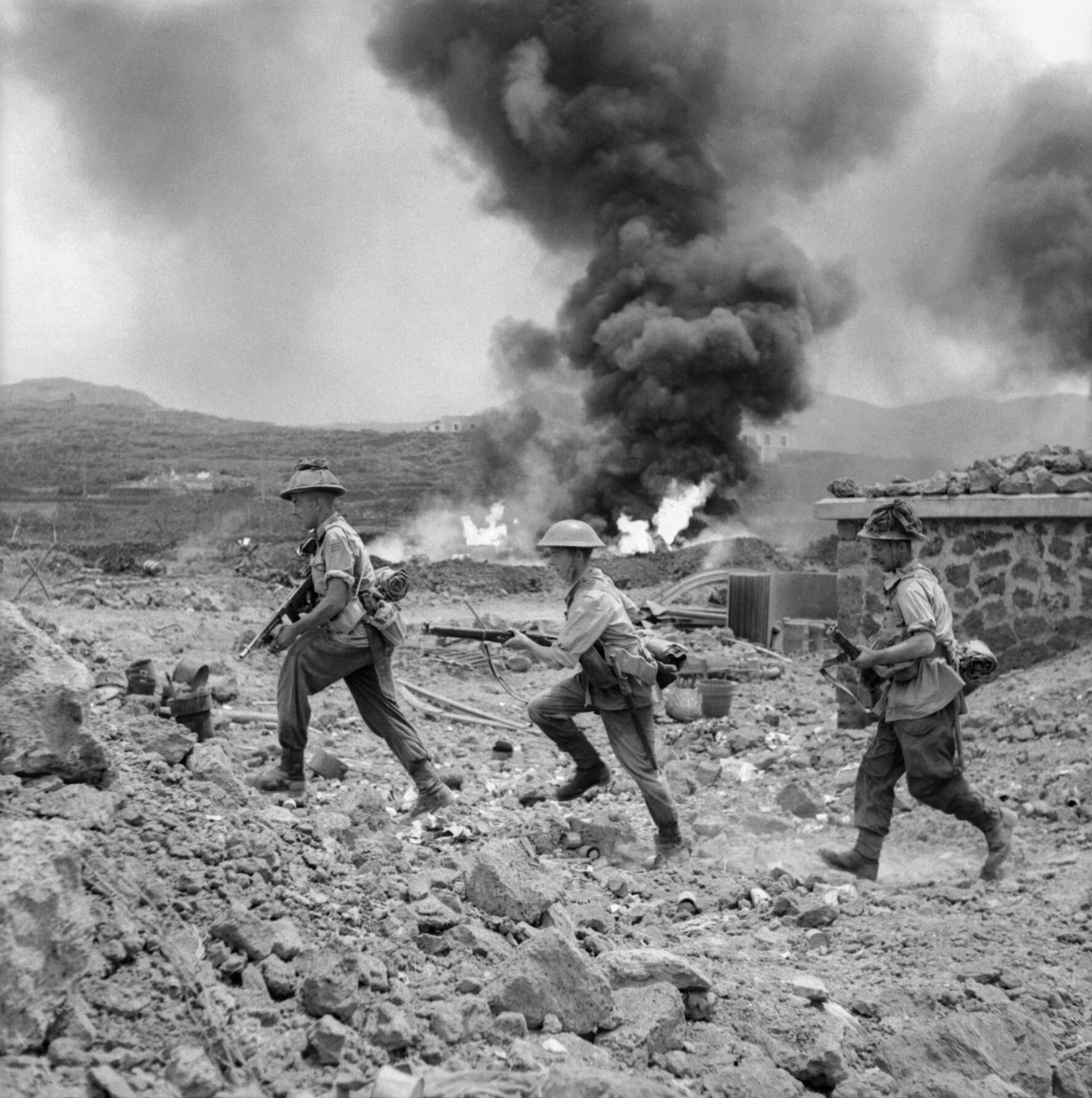
1. Btl./DWR während der Pantelleria-Kampagne 1943

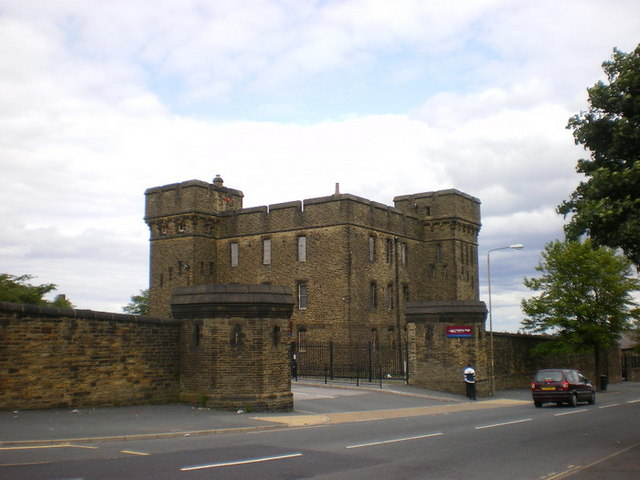
Das ehemalige HQ des Duke of Wellington’s Regiment in Halifax, West Yorkshire

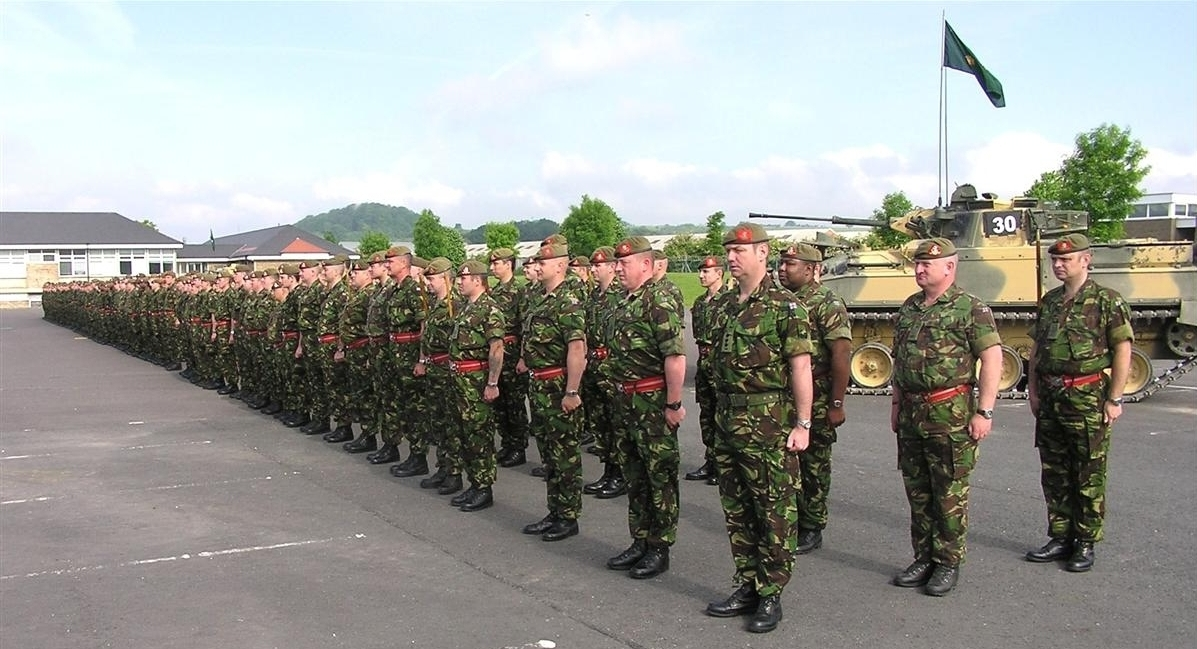
Antreten des 1st Battalion, The Duke of Wellington's Regiment (West Riding), 2006, vor der Umfirmierung zum 3rd Battalion The Yorkshire Regiment

Das Duke of Wellington’s Regiment (West Riding) war ein englisches Infanterie-Regiment mit einer langen Geschichte. Das seit 1702 unter wechselnden Namen bestehende Linienregiment der Britischen Armee war seit 1968 Teil der King’s Division. Das Duke of Wellington’s Regiment (DWR) war bis 2006 aktiv, als es mit anderen Regimentern der King’s Division zum Yorkshire Regiment zusammengelegt wurde. Das DWR, welches in den Battlesbury Barracks in Warminster, Wiltshire, stationiert war, trug in der Zeit seines Bestehens verschiedene Beinamen: „The Dukes“, „The Havercake Lads“, „The Pattern“, „The Immortals“, „The Pigs“, „The Old Seventy-Sixth“, „The Old Seven and Sixpennies“ oder „The Duke of Boot's“. Das Motto des Regiments lautete Virtutis fortuna comes = Fortune favours the brave („Das Glück ist mit den Tapferen“).

## Geschichte

### Aufstellung, Formations- und Namensgeschichte
Im Jahre 1702 wurde George Hastings, 8. Earl of Huntingdon, dazu autorisiert, in der Umgebung der britischen Stadt Gloucester ein Infanterie-Regiment aufzustellen. Wie damals üblich, wurde das Regiment nach seinem amtierenden Colonel zunächst Huntingdon’s Regiment genannt und bei wechselndem Colonel entsprechend nach diesem umbenannt. Ab 1751 hieß es 33rd Regiment of Foot. 1782 erfolgte eine abermalige Umbenennung in 33rd (1st West Yorkshire West Riding) Regiment of Foot. Nach dem Tod des ehemaligen Colonels des Regiments Arthur Wellesley, 1. Duke of Wellington, wurde das 33rd Regiment mit dem Beinamen The Duke of Wellington’s Regiment versehen. 1881, im Rahmen der Childers-Reformen, wurde das 33rd Regiment zusammen mit dem 76th Regiment of Foot, welches eine längere Zeit in Britisch-Indien diente, in Halifax in West Yorkshire, zusammengefasst. Aus diesen beiden Regimentern wurden das 1. und 2. Bataillon des Duke of Wellington’s Regiment gebildet, hinzu kam ein Miliz-Bataillon. 1948 wurden die beiden Bataillone weiter zu einem neuen 1. Bataillon zusammengefasst. Am 6. Juni 2006 erfolgte eine Zusammenlegung mit dem Prince of Wales’s Own Regiment of Yorkshire und den Green Howards (Alexandra, Princess of Wales's Own Yorkshire Regiment), welche das 3. Bataillon des neuen Yorkshire Regiment bildeten.

### Einsatzgeschichte
Bataillone des DWR dienten, seit seiner Entstehung, in den meisten Landkriegen des britischen Königreiches. So im Spanischen und im Österreichischen Erbfolgekrieg, dem Amerikanischen Unabhängigkeitskrieg, in verschiedenen Feldzügen in Indien und Afrika, den Napoleonischen Kriegen, dem Burenkrieg und an den meisten größeren Landschlachten des Ersten Weltkrieges. Das DWR kämpfte 1914 in der Schlacht bei Mons, 1916 in der Schlacht an der Somme, 1917 in der Dritten Flandernschlacht (Schlacht um Passchendaele) und in der Schlacht von Cambrai. Während der Kampfhandlungen fielen 7.870 Angehörige des DWR. Außerhalb des europäischen Kriegsschauplatzes wurde das Regiment 1919 im Dritten Anglo-Afghanischen Krieg eingesetzt. Während des Zweiten Weltkriegs gehörte das DWR 1940 zum Britischen Expeditionskorps in Frankreich und bildete in der Schlacht von Dünkirchen die Nachhut. Außerdem kämpften Verbände des Regiments von 1942 bis 1944 in Nordafrika, Italien und in Frankreich. Bekannte Einsätze waren 1944 die Landung in der Normandie und bis 1945 der Burmafeldzug gegen die Japaner.
1952 erlangte das Duke of Wellington’s Regiment in der Battles of the Hook während des Koreakrieges Berühmtheit, als es ihm gelang, seine Positionen für eine längere Zeit gegenüber einer chinesischen Übermacht zu halten. Dafür wurde die Einheit ausgezeichnet. 1956 brach das DWR in der ehemals britischen Kolonie Zypern, während der Operation Golden Rain, den Widerstand der EOKA im Troodos-Gebirge. Im Kalten Krieg war das DWR seit 1961 mit der BAOR in Deutschland stationiert und sollte im V-Fall in der Panzerschlacht in der Norddeutschen Tiefebene eingesetzt werden. Von 1964 bis 1968 war das mit dem Humber FV1611 APC ausgestattete DWR in Osnabrück stationiert. 1966/67 wurde der Humber Pig vom FV 432 abgelöst. Das Regiment nahm in den folgenden Jahren an zahlreichen NATO-Übungen in Deutschland, Dänemark und Norwegen teil.
1986 biwakierte das Regiment auf dem Standortübungsplatz Höltigbaum und nahm anschließend an der LANDJUT-Korpgefechtsübung Bold Guard teil. Das 1. Bataillon aus Salisbury unter Lieutenant-Colonel Johnny Walker gehörte damit zu den insgesamt 15.000 Mann starken britischen Truppen (davon 11.000 UKMF – UK Mobile Force) und hatte den Auftrag in der Nähe von Itzehoe mit seinen Schützenpanzer Fox dort Stellung zu beziehen.
Von 1971 bis 1997 wurde das Duke of Wellington’s Regiment mit Unterbrechungen in der Provinz Ulster im Nordirlandkonflikt eingesetzt. Das DWR gehörte zu den ersten Verbänden, die 2003 im Zweiten Golfkrieg die Grenze von Kuwait zum Irak überschritten.
Im Laufe der Geschichte wurden insgesamt zehn Soldaten des Regimentes mit dem Victoria-Kreuz ausgezeichnet:
- Drummer Michael Magner (1868)[14]
- Private James Bergin (1868)[14]
- Sergeant James Firth (1901)[15]
- Second Lieutenant Henry Kelly (1916)[16]
- Private Arnold Loosemore (1917)[17]
- Private Arthur Poulter (1918)[18]
- Private Henry Tandey (1918)[19]
- Second Lieutenant James Palmer Huffam (1918)[20]
- Acting-Sergeant Hanson Victor Turner (1944)[21]
- Private Richard Henry Burton (1945)[22]

### Verbindung mit Arthur Wellesley 1. Duke of Wellington
Seit 1793 war Arthur Wellesley, der spätere Duke of Wellington, als Lieutenant-Colonel befehlshabender Kommandeur des 33rd Regiment of Foot. Er nahm mit ihm bis 1803 an Feldzügen in den Niederlanden und in Indien teil. 1806 wurde er der Colonel des Regiments und behielt bis 1813 diesen Dienstposten. Unter seinem Kommando kämpfte das Regiment 1815 in der Schlacht bei Waterloo. Nach Wellingtons Tod, 1852, wurde auf Erlass von Königin Victoria am 18. Juni 1853, dem Jahrestag dieser historischen Schlacht und da diese Einheit in einer besonderen Beziehung zum Duke of Wellington stand, wurde dem 33rd Regiment der Beinamen The Duke of Wellington’s Regiment verliehen.

## Gliederung
- 1. Bataillon (1st Battalion)
- 2. Bataillon (2nd Battalion)
- 1/6 und 1/7 Bataillon (1/6th und 1/7th battalions)
- 2/6 und 2/7 Bataillon (2/6th und 2/7th battalions)
- 8. Bataillon (8th Battalion)
- 58. Panzerabwehr-Regiment (58th (Duke of Wellington’s) Anti-Tank Regiment)
- 43. Bataillon (43rd AA (5th Duke of Wellingtons) Battalion)

## Regimentschefs
Der erste und einzige Colonel-in-Chief des Regiments war von 1974 bis 2006 Brigadier Arthur Wellesley, 8. Duke of Wellington.
Colonels of the Regiment waren:
- 1702–1703 Colonel George Hastings, 8. Earl of Huntingdon
- 1703–1705 Colonel Henry Leigh
- 1705–1705 Colonel Robert Duncanson (12. Februar bis 8. Mai 1705)
- 1705–1717 Field Marshal George Wade
- 1717–1730 Lieutenant-General Henry Hawley
- 1730–1739 Lieutenant-General Robert Dalzell
- 1739–1753 Lieutenant-General John Johnson
- 33rd Regiment of Foot (ab 1751)
  - 1753–1760 Major-General Lord Charles Hay
  - 1760–1766 Field Marshal John Griffin
  - 1766–1805 General Charles Cornwallis, 1. Marquess Cornwallis
- 33rd (1st Yorkshire West Riding) Regiment of Foot (ab 1782)
  - 1806–1812 Field Marshal Arthur Wellesley, 1. Duke of Wellington
  - 1813–1830 General Sir John Coape Sherbrooke
  - 1830–1831 General Lord Charles Somerset
  - 1831–1845 General Sir Charles Wale
  - 1845–1847 Lieutenant-General Sir Henry Sheehy Keating
  - 1847–1855 General Henry D’Oyly
- 33rd (The Duke of Wellington’s) Regiment of Foot (ab 1853)
  - 1855–1863 Field Marshal Sir Charles Yorke
  - 1863–1881 General William Nelson Hutchinson
- The Duke of Wellington’s (West Riding Regiment) (ab 1881)
  - 1881–1895 General William Nelson Hutchinson (1. Bataillon)
  - 1881–1886 General Frederick Darley George (2. Bataillon)
  - 1895–1897 Major-General George Elphinstone Erskine
  - 1897–1909 General Hugh Rowlands
  - 1909–1934 Lieutenant-General Sir Herbert Eversley Belfield
- The Duke of Wellington’s Regiment (West Riding) (ab 1921)
  - 1934–1938 Brigadier-General Percy Alexander Turner
  - 1938–1947 Colonel Charles James Pickering
  - 1947–1957 General Sir Philip Christison, 4. Baronet
  - 1957–1965 Major-General Kenneth Godfrey Exham
  - 1965–1975 General Sir Robert Bray
  - 1975–1982 Major-General Donald Edward Isles
  - 1982–1990 General Sir Charles Richard Huxtable
  - 1990–1999 Brigadier William Richard Mundell
  - 1999–2006 Major-General Sir Evelyn John Webb-Carter